# Federazione di baseball e softball della Tunisia
La Federazione tunisina di baseball e softball (fra. Fédération tunisienne de baseball et softball) è un'organizzazione fondata nel 1920 per governare la pratica del baseball e del softball in Tunisia.
Organizza il campionato maschile e di softball femminile, e pone sotto la propria egida la nazionale maschile e di softball femminile.